# Charlotte Worthington
Charlotte Worthington (n. 26 iunie 1996, Manchester, Anglia, Regatul Unit) este o ciclistă de performanță ce a reprezentat Regatul Unit al Marii Britanii și al Irlandei de Nord, medaliată olimpică. A participat la o ediție a Jocurilor Olimpice (2020) în care a câștigat o medalie de aur.

## Participări
Lista de mai jos prezintă principalele competiții la care a participat Charlotte Worthington de-a lungul carierei.
- Ciclism la Jocurile Olimpice de vară din 2020 - Cursa feminină de freestyle[2]